# Rhopalopsyllus lutzi
Rhopalopsyllus lutzi är en loppart som först beskrevs av Baker 1904.  Rhopalopsyllus lutzi ingår i släktet Rhopalopsyllus och familjen Rhopalopsyllidae.

## Underarter
Arten delas in i följande underarter:
- R. l. lutzi
- R. l. cleophontis